# King salons
King Salons est un éditeur de Salons et de Literie basé en Aquitaine qui a mis au point une méthode de vente originale.

## Installation du magasin
Généralement, les magasins King Salons et Tradi Center ne s'installent que pour quelques mois voire quelques semaines. Il s'agit plutôt de hangars, implantés dans des zones commerciales en périphérie des grandes agglomérations. Ce qui tient lieu de magasin est divisé en deux parties: le "show room" occupe la partie avant et l'entrepôt la partie arrière.

## Contact des clients potentiels
Les clients potentiels sont contactés par téléphone qui leur demande de venir, impérativement en couple, sur le point de vente pour retirer des cadeaux (en général des articles ménagers) et participer à un grand tirage au sort sans obligation d'achat. Les lots en jeux sont une Toyota Yaris, ou une Twingo et plusieurs produits audio-vidéo (Caméscope, téléviseur portable, lecteur DVD...). Quelques jours plus tard, le client potentiel reçoit à son domicile une lettre de confirmation ainsi qu'un bulletin de participation certifié par un huissier de justice.

## Accueil sur le point de vente
Dès leur arrivée sur le point de vente, les personnes invitées sont prises en charge par un vendeur qui leur propose de faire un tour dans le magasin pendant qu'il va chercher les cadeaux promis. Les couples sont donc invités à essayer les divers canapés et fauteuils et à donner leur avis sur leurs goûts et leurs attentes: le vendeur explique qu'il s'agit en fait d'une sorte de sondage pour savoir quels types de produits sont susceptibles de marcher dans la région.

## Quelques précisions
Ce type de vente est assimilable à de la vente à domicile: l'acheteur dispose d'un délai de réflexion de sept jours durant lequel il peut se rétracter sans avoir à se justifier. Avant l'expiration de ce délai, aucune somme d'argent ne peut être encaissée et aucune prestation de service (donc la livraison) ne peut être effectuée.

## Escroquerie et pratiques douteuses
King Salon a eu plusieurs procès ces dernières années pour "publicité mensongère de nature à induire en erreur" et plusieurs clients ont entamé des démarches en justice pour escroquerie,.